# Аимчан (монтёрский пункт)
Аимчан — упразднённый в 2011 году населённый пункт (тип: монтёрский пункт) в Аяно-Майском районе Хабаровского края России.

## География
Стоит на реке Аимчан, возле моста через водоток. 

## История
Был известен как контрольный пункт связи, затем поселение ремонтников автозимника.
В 2009 году вышло решение Собрания депутатов Аяно-Майского муниципального района от 16.11.2009 N 52 «О предложении об упразднении населенных пунктов: монтерский пункт Назарово, монтерский пункт Аимчан, база Нялбандя Аяно-Майского муниципального района Хабаровского края».
Упразднён законом от 25 мая 2011 года в связи с отсутствием проживающих граждан.

## Инфраструктура
Монтёрский пункт для ремонта  линий электропередач, связи,  автозимника.

## Транспорт
Автозимник Аян — Нелькан.